# پولوم (گورنگی میلانوواتس)
پولوم (به صربی: Polom) یک منطقهٔ مسکونی در صربستان است که در ناحیه موراویتسا واقع شده‌است. پولوم ۲۷۵ نفر جمعیت دارد.